# Terfezia
Genre
Synonymes
- Tulasneinia Zobel ex Corda[2]
- Tulasnia Lesp.[2]

Terfezia est un genre de champignons de la famille des Pezizaceae.

## Liste d'espèces
Selon Catalogue of Life (24 juin 2018) :
- Terfezia albida Ant. Rodr., Mohedano & Bordallo 2013
- Terfezia alsheikhii Kovács, M.P. Martín & Calonge 2011
- Terfezia aphroditis Chatin 1897
- Terfezia arenaria (Moris) Trappe 1971
- Terfezia berberiodora Lesp. ex Tul. & C. Tul. 1851
- Terfezia boudieri Chatin 1892
- Terfezia cadevalli Font Quer 1925
- Terfezia canariensis Bordallo & Ant. Rodr. 2012
- Terfezia castanea Quél. 1880
- Terfezia cistophila Ant. Rodr., Bordallo, Kaounas & Morte 2015
- Terfezia claveryi Chatin 1892
- Terfezia decaryi R. Heim 1934
- Terfezia deflersii Pat. 1894
- Terfezia eliocrocae Bordallo, A. Morte & Honrubia 2013
- Terfezia eremita Malençon 1973
- Terfezia extremadurensis Mohedano, Ant. Rodr. & Bordallo 2013
- Terfezia fanfani Mattir. 1900
- Terfezia grisea Bordallo, Kaounas & Ant. Rodr. 2015
- Terfezia hafizi Chatin 1892
- Terfezia hanotauxii Chatin 1896
- Terfezia hispanica Lázaro Ibiza 1908
- Terfezia indica Boedijn 1939
- Terfezia leptoderma (Tul. & C. Tul.) Tul. & C. Tul. 1851
- Terfezia lutescens (Lázaro Ibiza) Malençon 1938
- Terfezia magnusii Mattir. 1887
- Terfezia mellerionis Chatin 1896
- Terfezia metaxasi Chatin 1892
- Terfezia olbiensis (Tul. & C. Tul.) Sacc. 1889
- Terfezia pallida (Lázaro Ibiza) Malençon 1938
- Terfezia pini Bordallo, Ant. Rodr. & Mohedano 2013
- Terfezia pseudoleptoderma Bordallo, Ant. Rodr. & Mohedano 2013
- Terfezia schweinfurthii Henn. 1901
- Terfezia sinuosa (Lázaro Ibiza) Malençon 1938
- Terfezia transcaucasica Tikhom. 1903
- Terfezia trappei (R. Galán & G. Moreno) A. Paz & Lavoise 2017
- Terfezia zeynebiae Harkn. 1899

Selon Index Fungorum (24 juin 2018) :
- Terfezia albida Ant. Rodr., Muñ.-Moh. & Bordallo 2013
- Terfezia alsheikhii Kovács, M.P. Martín & Calonge 2011
- Terfezia aphroditis Chatin 1897
- Terfezia arenaria (Moris) Trappe 1971
- Terfezia berberiodora Lesp. ex Tul. & C. Tul. 1851
- Terfezia boudieri Chatin 1892
- Terfezia cadevalli Font Quer 1925
- Terfezia canariensis Bordallo & Ant. Rodr. 2012
- Terfezia castanea Quél. 1880
- Terfezia cistophila Ant. Rodr., Bordallo, Kaounas & A. Morte 2015
- Terfezia claveryi Chatin 1892
- Terfezia crassiverrucosa Zitouni-Haouar, G. Moreno, Manjón, Fortas, & Carlavilla 2018
- Terfezia decaryi R. Heim 1934
- Terfezia deflersii Pat. 1894
- Terfezia eliocrocae Bordallo, A. Morte & Honrubia 2013
- Terfezia eremita Malençon 1973
- Terfezia extremadurensis Muñ.-Moh., Ant. Rodr. & Bordallo 2013
- Terfezia fanfanii Mattir. 1900
- Terfezia grisea Bordallo, Kaounas & Ant. Rodr. 2015
- Terfezia hafizi Chatin 1892
- Terfezia hanotauxii Chatin 1896
- Terfezia hispanica Lázaro Ibiza 1908
- Terfezia indica Boedijn 1939
- Terfezia leptoderma (Tul. & C. Tul.) Tul. & C. Tul. 1851
- Terfezia lutescens (Lázaro Ibiza) Malençon 1938
- Terfezia magnusii Mattir. 1887
- Terfezia mellerionis Chatin 1896
- Terfezia metaxasi Chatin 1892
- Terfezia olbiensis (Tul. & C. Tul.) Sacc. 1889
- Terfezia pallida (Lázaro Ibiza) Malençon 1938
- Terfezia pini Bordallo, Ant. Rodr. & Muñ.-Moh. 2013
- Terfezia pseudoleptoderma Bordallo, Ant. Rodr. & Muñ.-Moh. 2013
- Terfezia schweinfurthii Henn. 1901
- Terfezia sinuosa (Lázaro Ibiza) Malençon 1938
- Terfezia transcaucasica Tikhom. 1903
- Terfezia trappei (R. Galán & G. Moreno) A. Paz & Lavoise 2017
- Terfezia zeynebiae Harkn. 1899
- Terfezia zeynebiae Mattir. 1924